# Robert Boner
Pour les articles homonymes, voir Boner.
Robert Boner, né le 22 juillet 1949 à Lauerz, est un scénariste et producteur de cinéma de nationalité suisse.

## Biographie
Robert Boner naît le 22 juillet 1949 à Lauerz dans le canton de Schwytz en Suisse.

### Carrière
Scénariste et, surtout, producteur de cinéma, il a œuvré sur une cinquantaine de films. Après avoir travaillé de 1976 à 1979 pour la société Filmkollektiv (de), basée à Zurich, il crée ses sociétés de production de films, SAGA Production et Ciné Manufacture, en Suisse à Lausanne et en France à Paris. Au printemps 2024 lui est décerné le prix d'honneur du prix du cinéma suisse Quartz.

### Vie privée
Robert Boner rencontre l'actrice et réalisatrice française Christine Pascal en 1978 sur le tournage du film Les Petites Fugues du réalisateur suisse Yves Yersin. Ils se marient en 1982. Christine Pascal se suicide en 1996.

## Filmographie

### Producteur
- 1974 : Arbeiterehe de lui-même
- 1977 : Les Indiens sont encore loin de Patricia Moraz
- 1977 : Gothard ou Gotthard (San Gottardo) de Villi Hermann
- 1979 : Les Petites Fugues d'Yves Yersin
- 1980 : Sauve qui peut (la vie) de Jean-Luc Godard
- 1980 : Le Chemin perdu de Patricia Moraz
- 1989 : Zanzibar de Christine Pascal
- 1991 : Arthur Rimbaud, une biographie de Richard Dindo
- 1991 : Sale comme un ange de Catherine Breillat
- 1992 : Le petit prince a dit de Christine Pascal
- 1993 : L'Instinct de l'ange de Richard Dembo
- 1994 : Ernesto « Che » Guevara, le journal de Bolivie de Richard Dindo
- 1995 : Adultère (mode d'emploi) de Christine Pascal
- 1996 : Des nouvelles du bon Dieu de Didier Le Pêcheur
- 1997 : Capitaine au long cours de Bianca Conti Rossini
- 1997 : Connu de nos services, documentaire de Jean-Stéphane Bron
- 1998 : L'Enfant et les Loups de Pierre-Antoine Hiroz
- 1999 : Civilisées de Randa Chahal Sabbagh
- 2000 : Genet à Chatila de Richard Dindo
- 2003 : Travail d'Arabe, de Christian Philibert
- 2003 : Mais im Bundeshuus : Le Génie helvétique, documentaire de Jean-Stéphane Bron
- 2004 : Garçon stupide, de Lionel Baier
- 2006 : Pour aller au ciel, il faut mourir, de Jamshed Usmonov
- 2006 : Comme des voleurs (à l'est), de Lionel Baier
- 2007 : Max et Co, de Frédéric et Samuel Guillaume
- 2009 : La Véritable Histoire du chat botté, de Jérôme Deschamps, Pascal Hérold et Macha Makeïeff
- 2009 : Un autre homme de Lionel Baier
- 2010 : Cleveland contre Wall Street, documentaire de Jean-Stéphane Bron
- 2010 : Complices de Frédéric Mermoud
- 2018 : Le Renard et l'Oisille, de Frédéric et Samuel Guillaume

### Scénariste
- 1974 : Arbeiterehe de lui-même
- 1995 : Adultère (mode d'emploi) de Christine Pascal
- 1997 : Capitaine au long cours de Bianca Conti Rossini

### Réalisateur
- 1974 : Arbeiterehe

## Distinctions

### Récompenses
- Prix du cinéma suisse Quartz 2024, Prix d'honneur